# Bony del Peçó
El Bony del Peçó és una muntanya de 2.025,9 metres d'altitud del terme municipal de Soriguera, a la comarca del Pallars Sobirà. Pertany al territori del terme primigeni de Soriguera.
Està situat en el sector nord del terme municipal, al nord de Soriguera i de Llagunes, al nord-est de Vilamur. És al sud-oest de la Torreta de l'Orri.